# День освобождения Болгарии от османского ига
День освобождения Болгарии от османского ига (болг. Ден на Освобождението на България от османско иго) — национальный праздник Болгарии. Празднуется ежегодно 3 марта. Является праздничным нерабочим днём.

## История

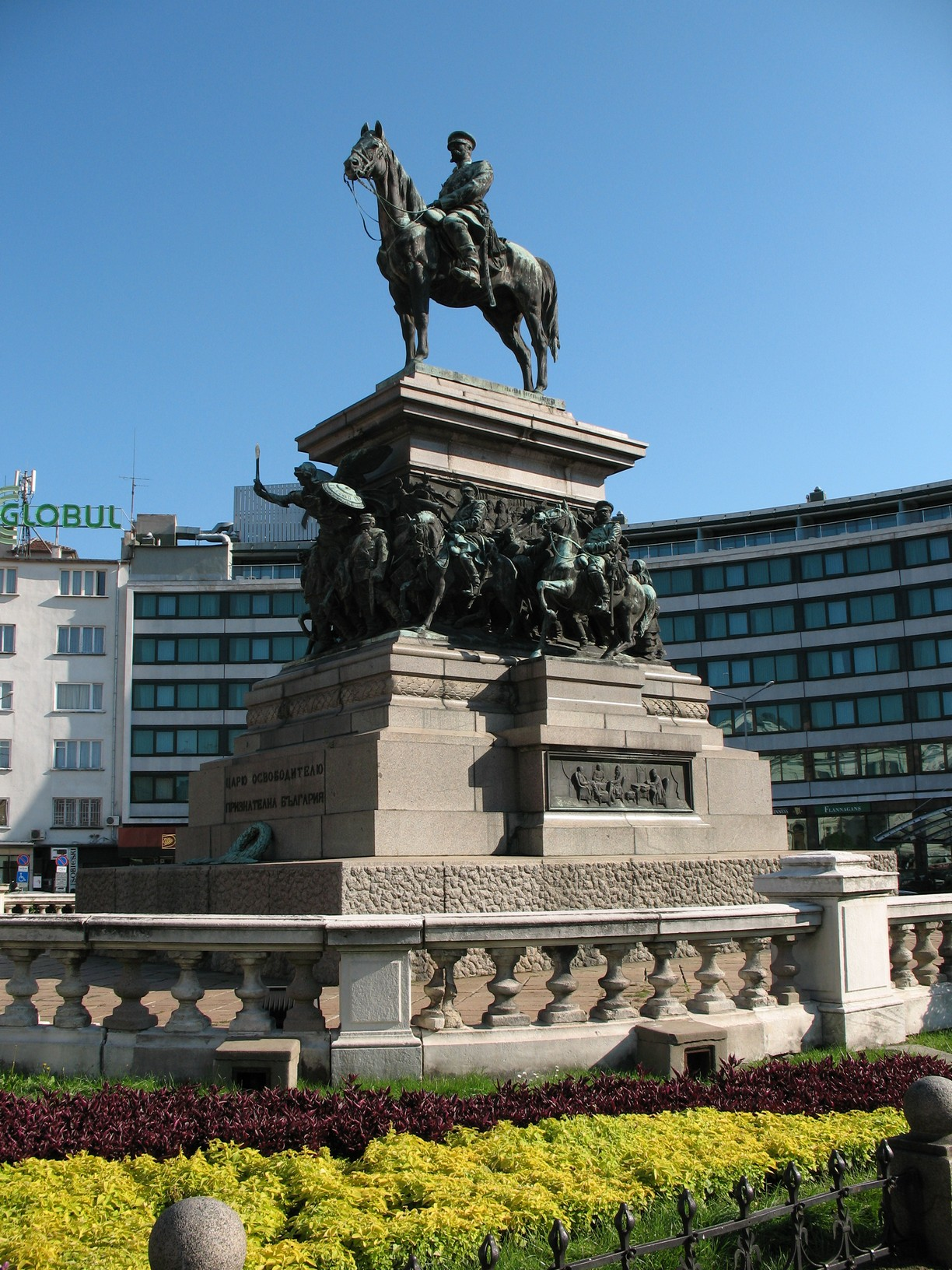
Знаменитый памятник Русскому Царю-освободителю Александру II напротив здания Национальной ассамблеи Болгарии — напротив царского монумента вход парламента с надписью «Единство это сила».

C 1396 по 1878 год Болгария входила в состав Османской империи. После кровавого подавления турецким правительством Апрельского восстания 1876 года, а также обращения боснийских повстанцев к сербам о помощи, Сербия и Черногория объявили Османской империи войну. Россия поддержала славянские народы и 24 апреля 1877 года вступила в войну, вошедшую в историю как Русско-турецкая война 1877—1878 годов. Плечом к плечу с русскими солдатами сражалось сформированное в России при помощи славянских благотворительных комитетов Болгарское ополчение из числа болгар, населявших Бессарабию и Таврию. В Болгарии эта война получила название Освободительной войны.
В ходе последовавших боевых действий русская армия и ополчение разгромили турецкие войска и 3 марта 1878 года (19 февраля по старому стилю) был подписан Сан-Стефанский мирный договор между Россией и Османской империей. По этому договору Болгария становилась независимым государством; признавалась независимость Черногории, Сербии и Румынии.

## Память

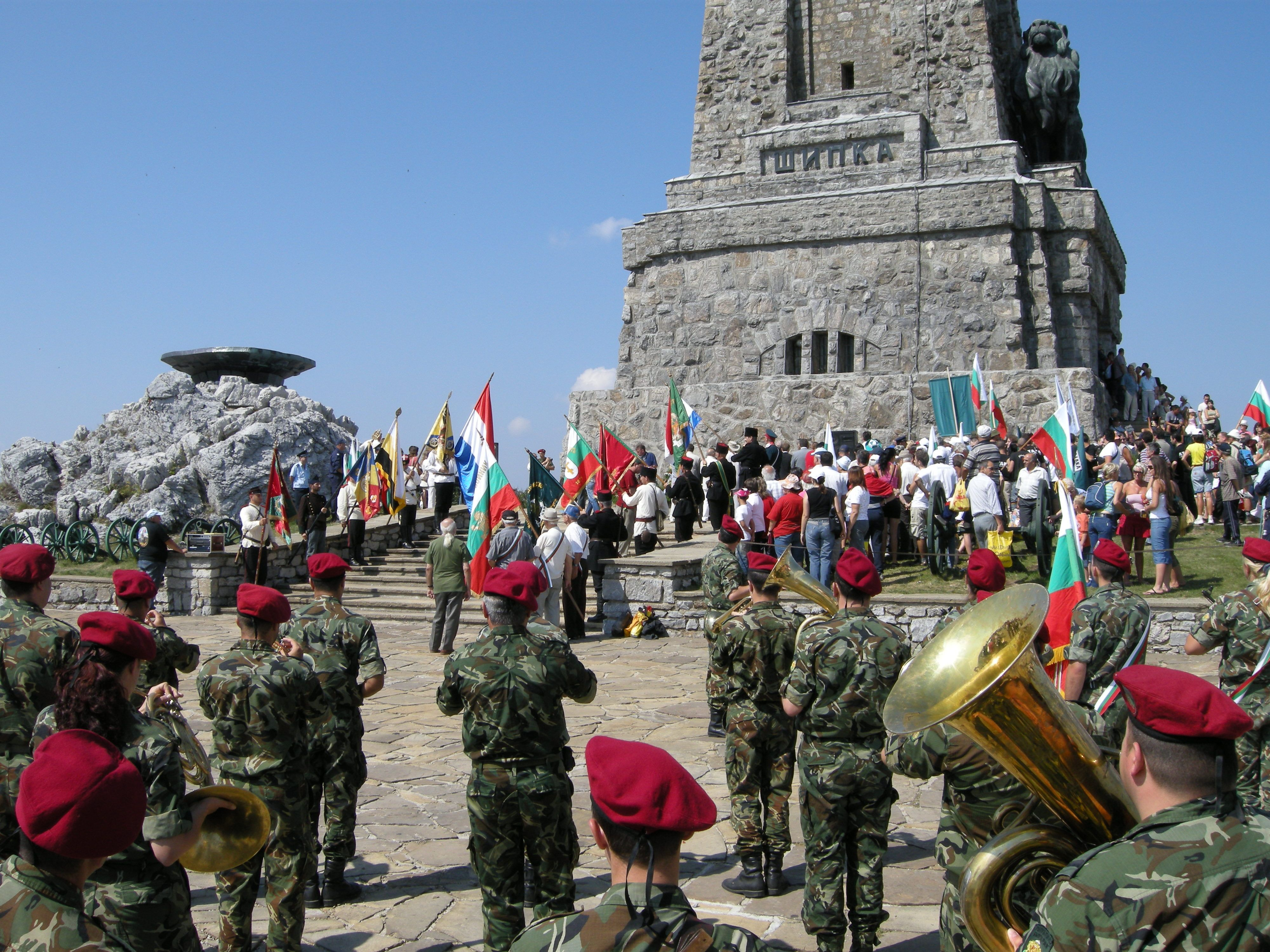
Воинские почести героев обороны Шипки

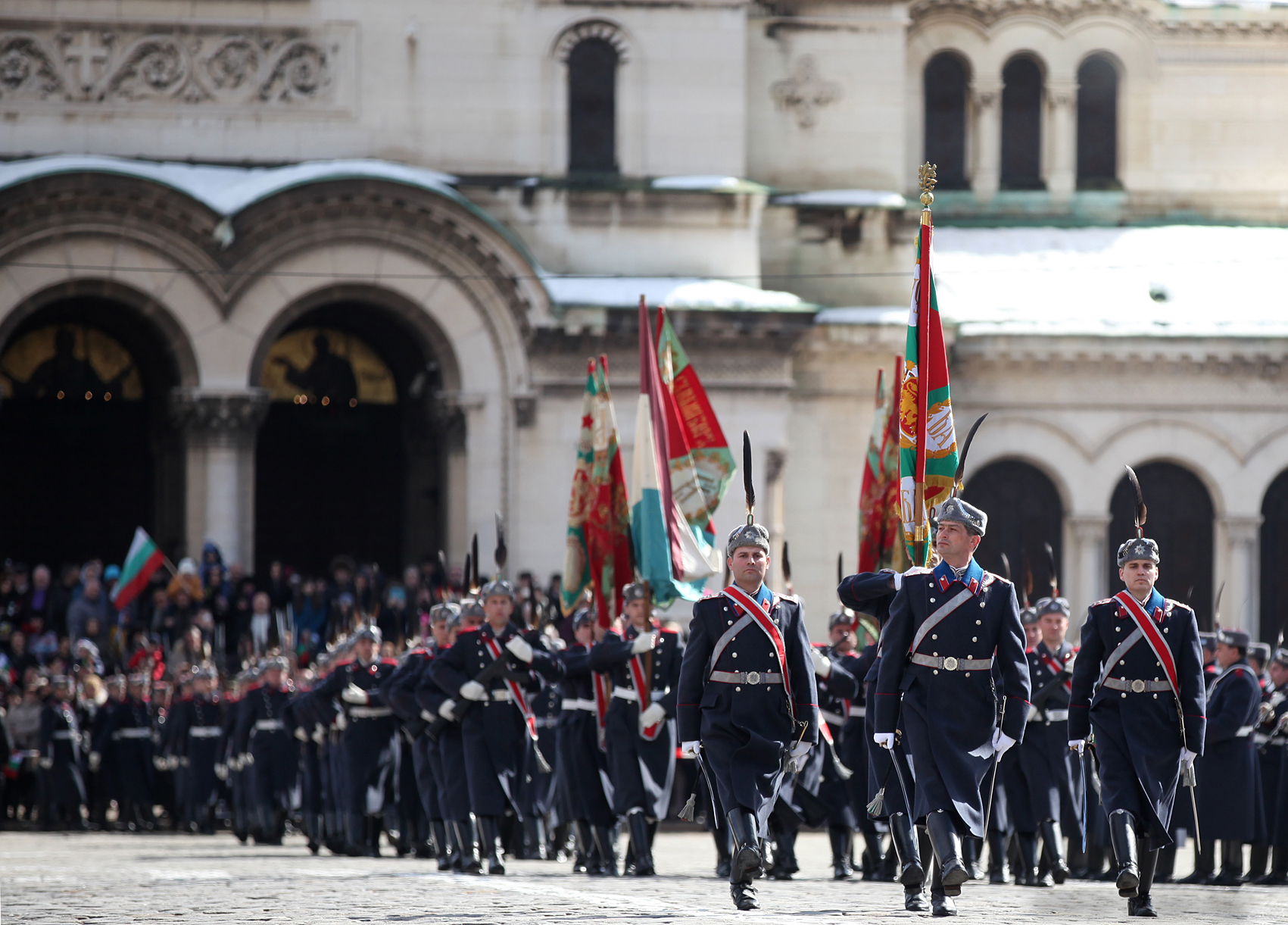
Военный парад в Софии

В Болгарии сохранились свыше 400 памятников русским воинам-освободителям. Каждый год, 3 марта, в стране поднимают национальные флаги и с воинскими почестями возлагают венки к Памятнику свободы на Шипке, в память о всех русских воинах, погибших в борьбе за освобождение Болгарии. Вечером на площади перед зданием парламента страны, Народного собрания, у памятника Царю-освободителю, идёт торжественная служба.
Признательные болгары возлагают венки и цветы к памятникам павшим ради освобождения воинам по всей стране.
С 1878 года и по сей день в Болгарии во время литургии в православных храмах, во время великого входа литургии верных поминается император Александр II и все русские воины, павшие на поле боя ради освобождении Болгарии в Русско-турецкой войне 1877—1878 годов.
В 1978 году выпущена медаль «100 лет Освобождения Болгарии от османского рабства», которой награждены и многие видные деятели СССР.